# Spanish Castle Magic
«Spanish Castle Magic» es una canción de la banda The Jimi Hendrix Experience. Escrita por Jimi Hendrix y producida por Chas Chandler, es la tercera pista de su segundo álbum de estudio Axis: Bold as Love.

## Letra
El título de la canción fue inspirada por los días de Escuela Secundaria de Jimi (aproximadamente 1957-1961), cuando a veces visitaba un salón de baile llamado The Spanish Castle. El club estaba al sur de Seattle en lo que entonces era el condado de King (actualmente Des Moines (Washington)). The Spanish Castle fue construido en la década de 1930 fuera de la ciudad para evitar las restricciones con las leyes de licor de Seattle. En 1950 algunos de los principales glamours del club se habían desvanecido, pero todavía tocaban grupos de rock locales, tales como The Wailers y, ocasionalmente, las estrellas que andaban de gira. Jimi tuvo la oportunidad de tocar con otros músicos de rock en el club en varias ocasiones.
Él más tarde describiría su frustración al llegar al club, diciendo: "(El bajista) en la banda había chocado este coche, y que rompió todos los demás bloques, en el camino y regreso ..." por lo tanto, la línea, "Toma" mediodía llegar allí ... " ("Takes 'bout a half a day to get there...") En los días en que Jimi visitó el club no había autopista entre Seattle y Des Moines, por lo que los viajes habían sido mucho más largos esos días. No fue sino hasta mediados de la década de 1960 que la Interestatal 5 vínculo los dos pueblos. The Spanish Castle fue demolido en abril de 1968.
El crítico de Rock Dave Marsh dijo acerca de la canción "Una vez que sepas la leyenda de los Wailers en el Castillo y los hechos de que Jimi asistía allí, la letra de su Spanish Castle Magic parece obsesionado por la nostalgia. "Es muy lejos, se tarda alrededor de la mitad de un día, llegar / si estamos de viaje ... como la libélula ', él canta, en la voz de un niño varado entre un par de continentes".

## Música
La Canción alterna agresivas líneas de guitarra durante la introducción, coros y solos, que desempeña un riff rítmico mientras se tocan la guitarra, tambor y bajo en los versos.
La canción ha encontrado recientemente un nuevo estilo entre los jugadores, como una versión sin voz que se ha utilizado en los juegos de vídeo Guitar Hero  para PlayStation 2. La razón por la cual esta versión de la canción carece de la voz se debe a que el Hendrix Estate no quería que la voz de Jimi Hendrix fuera suplantada. Una versión de la canción, con letra está disponible para escuchar en el sitio web de Guitar Hero.

## Versiones de la canción
La canción tiene un número considerable de versiones realizadas por varios artistas de muchos estilos incluyendo una versión de Rock Latino hecha por el guitarrista Santana y la banda finlandesa Hay y Stone, así también interpretada en la guitarra por el virtuoso Yngwie J. Malmsteen que ha realizado la canción en vivo en su disco titulado Live in Leningrad: Trial by Fire.
MDC hizo una versión de Spanish Castle Magic en su álbum, "Millions of Dead Cops/More Dead Cops".
Spin Doctors también versionó la melodía en el álbum Stone Free: A Tribute to Jimi Hendrix.
El músico norteamericano Prince en sus shows suele interpretar canciones de Jimi Hendrix, concretamente de Spanish Castle Magic ofreció al público asistente al Festival de Jazz de Montreux el 18 de julio de 2009 una más que especial recreación del tema.
El guitarrista argentino Norberto "Pappo" Napolitano, incluye una versión en castellano en su disco "Caso cerrado", considerada como la mejor versión realizada de esta canción.